# Gintaras Švedas
Gintaras Švedas (* 8. Februar 1964 in Vilnius) ist ein litauischer Jurist, Strafrechtler, Professor, ehemaliger Politiker, stellvertretender Justizminister Litauens, Mitautor von Projekten des Litauischen Strafgesetzbuches und des Litauischen Strafvollzugsgesetzbuches.

## Leben
Nach dem Abitur an der 15. Mittelschule Vilnius (jetzt Žvėrynas-Gymnasium) absolvierte Gintaras Švedas 1987 ein Studium an der Universität Vilnius und promovierte 1993 zum Thema „Theoretische Probleme des Freiheitsentzugs und des Strafvollzugs“ (lit. „Laisvės atėmimo ir jo vykdymo teorinės problemos“). Er bildete sich 1993 weiter an der Law School der Universität Southampton (England).
Von 1989 bis 1993 war er Assistent und ab 1993 Oberassistent der Universität Vilnius sowie danach Dozent und seit 2003 Leiter des Lehrstuhls für Strafrecht (vorher war dies Vladas Pavilonis). Von 2003 bis zum 15. Mai 2006 war er stellvertretender Justizminister Litauens. Seine Nachfolgerin war Diplomatin Eglė Radušytė. Seit 2009 ist er Leiter und seit 2010 Professor des Lehrstuhls für Strafjustiz.

## Bibliografie
- Laisvės atėmimo bausmė: baudžiamosios politikos, baudžiamieji teisiniai ir vykdymo aspektai. Teisinės informacijos centras, 2003. (kompleksinė griežčiausios nusikalstamumo kontrolės priemonės – laisvės atėmimo bausmės – analizė);
- Lietuvos Respublikos bausmių vykdymo kodeksas ir jį įgyvendinantys teisės aktai. Antroji laida. Teisinės informacijos centras, 2007.
- Armanas Abramavičius, Jonas Prapiestis: Lietuvos Respublikos baudžiamojo kodekso komentaras. Bendroji dalis (1–98 straipsniai). Teisinės informacijos centras, Vilnius 2004, ISBN 9955-557-52-4.
- Tarptautinė teisinė pagalba baudžiamosiose bylose. Nuteistųjų laisvės atėmimu perdavimas tolesniam bausmės atlikimui. Teisinės informacijos centras, 2007, ISBN 978-9955-30-013-7.